# 劳尔·朱力亚

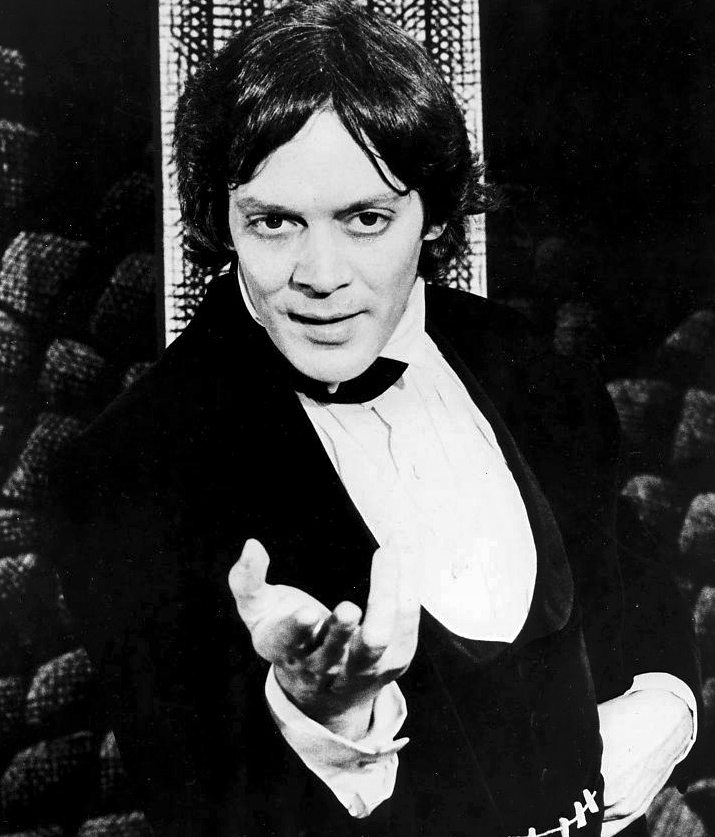
劳尔·朱力亚

劳尔·拉斐尔·卡洛斯·朱力亚·伊·阿尔塞莱（Raúl Rafael Carlos Juliá y Arcelay，1940年3月9日－1994年10月24日）是一位波多黎各演员，生于圣胡安，後來搬到纽约市。 他的职业生涯始于公共剧院。1978年，他与梅麗·史翠普联袂主演馴悍記 。 後來他转向电影界。他曾拿過戏剧桌奖、黃金時段艾美獎、金球獎、美國演員工會獎，他還有四项托尼奖提名。 他最终因中风去世。 